# Maripa violacea
Espèce
Synonymes
- homotypiques :
  - Mouroucoa violacea Aubl., 1775 (basionyme)
  - Operculina violacea (Aubl.) Barb.Rodr., 1887 publ. 1891
- hétérotypiques :
  - Convolvulus macrospermus Willd., 1798
  - Maripa passifloroides Benth. ex Meisn. in C.F.P.von Martius & auct. suc. (eds.), 1869
  - Operculina passifloroides (Benth. ex Meisn.) Ducke, 1932World Checklist of Selected Plant Families (WCSP) (22 février 2021)[2]

Maripa violacea est une espèce de liane ligneuse appartenant à la famille des Convolvulaceae.

## Répartition
Maripa violacea est présente dans le nord du Brésil, en Guyane, au Guyana, au Suriname et au Venezuela.

## Histoire naturelle
En 1775, le botaniste Aublet (qui décrivit pour la première fois cette espèce) rapporte ceci : 

« MOUROUCOA violacea. (Tabula 54.)
Frutex ſarmentoſus, sarmentis tubuloſis, longiſſimis, ſuprà altiſſimas arbores expanſis, & propendentibus. Folia alterna, ovata, glabra, rigida, integerrima, acuta, ſemiplicata, petiolata. FLORES ampli, cærulei, corymboſi, axillares, pedunculo communi longo, craſſo ſuffulti. Capsula ſtriata, fibroſa, coriacea, rufeſcens. Calix non deciduus.
Florebat fructumque ferebat Maïo.
Habitat in ſylvis Sinémarienſibus.
Nomen Caribamm MOUROUCOU-YARANA. »

« LE MOUROUCOU violet. (PLANCHE 54.)
Cet arbrisseau croît aux pieds des grands arbres, ſur le tronc deſquels il répand & roule des sarments qui inſenſiblement gagnent ſur leur ſommet, & enſuite ſe partagent en d'autres ſarments qui en couvrent toute la ſurface. Les rameaux de l'extrémité & ces ſarments ſont garnis de feuilles alternes, liſſes, fermes, épaiſſes, entières, vertes, ovales, terminées en pointe, & comme pliées en deux; leur pédicule eſt long d'un demi-pouce, convexe en deſſous, creuſé en goutiere en deſſus ; les plus grandes feuilles ont ſix pouces de longueur, fur trois de largeur. Les rameaux ſont ligneux, creux, fibreux, durs & blanchâtres. Le bois des ſarments eſt par couches. 
Les fleurs naiſſent par bouquets, à l'aiſſelle des feuilles : leur pédoncule eſt gros, long & charnu; il ſe diviſe en pluſieurs branches ſimples, qui portent chacune une fleur. 
Le calice eſt d'une ſeule pièce, diviſée profondément en cinq parties larges, épaiſſes, arrondies, en forme de coupe évaſée; il eſt de couleur violette, dont deux de chaque côte couvrent les trois autres. 
La corolle eſt monopétale, bleue, en forme de cloche évaſée, partagée en cinq lobes arrondis : ſon tube eſt très court ; il eſt attaché ſur un diſque  autour de l'ovaire. 
Les étamines ſont au nombre de cinq, ſituées ſur la paroi ſupérieure & interne du tube, vis-a-vis chaque lobe de la corolle. Leurs filets ſont blancs, longs, courbes & charnus. Les anthères ſont longues, renflées, jaunes & à deux bourſes, implantées ſur le filet, par leur partie moyenne & poſtérieure. 
Le piſtil eſt un ovaire conique, violet, place au centre du diſque, il eſt ſurmonté d'un style long, violet, charnu, termine par un stigmate arrondi, épais, & à deux lames. 
L'ovaire étant coupé tranſverſalement dans la jeuneſſe, eſt à trois loges ; il devient une capsule entourée du calice qui ſubſiſte ; elle eſt ovale, terminée en pointer ſon écorce eſt filandreuſe, ſèche, rouſſâtre, elle eſt à deux loges, ſéparées par une cloiſon mitoyenne ; il y a dans chaque loge une ſeule semence, longue, convexe en dehors, applatie à ſa face interne, qui eſt liſſe & rouſſâtre. 
Cet arbriſſeau eſt nommé MOUROUCOU-YARANA par les Garipons, 
Je l'ai trouvé dans les grandes forêts de Sinémari. 
II étoit en fleur & en fruit dans le mois de Mai. 
II eſt à remarquer que dans les fruits venus en maturité, on ne trouve que deux loges, quoique dans le jeune ovaire on en obſerve trois: il y a toute apparence qu'il y en a une qui avorte, & s'efface par la compreſſion qu'occaſionne l'augmentation des deux loges ou ſe trouvent les graines. 
La fleur & le fruit ſont repréſentés dans toute leur grandeur & groſſeur. »

### liens externes
- « Maripa violacea », sur La Chaussette rouge rencontres amazoniennes : flore /(faune) de Guyane - blog de photos botaniques de Guyane, 22 avril 2019 (consulté le 23 février 2021)